# محوطه گاورین ۲
محوطه گاورین ۲ مربوط به کلکولیتیک (مس‌سنگی) است و در بخش مرکزی شهرستان شیروان و چرداول، دهستان شباب، روستای طاق گاورین واقع شده و این اثر در تاریخ ۳۰ دی ۱۳۸۵ با شمارهٔ ثبت ۱۶۸۹۷ به عنوان یکی از آثار ملی ایران به ثبت رسیده است.